# Linognathoides pectinifer
Linognathoides pectinifer – gatunek wszy z rodziny Polyplacidae. Powoduje wszawicę. Pasożytuje na gryzoniach z rodziny wiewiórkowatych takich jak Atlantoxerus getulus.
Samica wielkości 2,0 mm, samiec osiąga wielkość 1,3 mm. U samców pierwszy segment anteny dłuższy niż u samic. Wszy te mają ciało silnie spłaszczone grzbietowo-brzusznie. Samica składa jaja zwane gnidami, które są mocowane specjalnym "cementem" u nasady włosa. Rozwój osobniczy trwa po wykluciu się z jaja około 14 dni. Występuje w Afryce na terenie Algierii i Maroka.